# Felicia Abban
Pour les articles homonymes, voir Ansah.
Felicia Ansah Abban, née en 1935 en (Côte-de-l'Or britannique) et morte le 4 janvier 2024, est la première femme photographe professionnelle ghanéenne. 
Durant les années 1960, elle travaille de nombreuses années comme photographe pour le premier président du Ghana, Kwame Nkrumah,.

## Biographie

### Jeunesse
Née en 1935, Felicia Ewuraesi Abban, née Ansah, entame sa carrière de photographe en étént apprentie auprès de son père, le dramaturge, peintre, photographe et entrepreneur Joseph Emmanuel Kwesi Gyasi Ansah. Elle est alors la seule apprentie photographe femme à l'époque n Afriue de l'Ouest,. Son père tient un studio de photographie dans la ville portuaire de Takoradi. Sa mère, Efua Tanoa Yankey, est négociante. Felicia Abban est l’aînée et la seule fille d’une fratrie de six enfants. Le cinéaste Kwaw Ansah, le créateur de mode Kofi Ansah et le musicien Tumi Ebow Ansah  sont ses frères.
Après son apprentissage de trois ans, elle continue de travailler avec son père durant deux ans. Elle quitte ensuite le Ghana pour collaborer avec un studio en Angleterre pendant un an. Vers 1955/1956, elle revient dans son pays, à Accra, à la suite de son mariage avec Robert Abban, créateur textile.
Elle déménage de Takoradi à Accra où elle crée son studio.

### Carrière
Felicia Abban exerce pendant 50 ans. Elle embauche d'autres femmes comme apprenties. Elle est ensuite reconnue comme l'une des toutes premières photographes professionnelles du Ghana, une photographe qui montre la vie africaine contemporaine sous forme de récits visuels vus à travers son objectif. La première exposition publique de son travail a lieu à la galerie ANO en mars 2017. La galerie envisage de transformer son studio en musée en son honneur. Une fois terminé, le musée contribuera à préserver son travail en servant de plaque tournante pour soutenir les futurs artistes. La collection de photos privées de Felicia Abban se compose de photos qu'elle prend souvent d'elle même avant d'assister à un événement. Elle prend sa retraite de la photographie en raison de l'aggravation de sa maladie, l'arthrite. Elle est sélectionnée en 2019, à 83 ans, pour présenter certaines de ses œuvres à la Biennale de Venise,,.

### Famille
Felicia Abban est mariée à Robert Abban, l'homme qui a conçu le tissu sur lequel le portrait de Kwame Nkrumah est dessiné sur fond de fleurs avec une carte du Ghana pour les célébrations de l'indépendance du Ghana en 1957. Robert Abban était le directeur de création de l'ancienne Ghana Textiles and Manufacturing Company (GTMC).

### Mort
Felicia Abban meurt le 4 janvier 2024 à l'âge de 88 ans.